# Oreoselis cervaria
Oreoselis cervaria är en flockblommig växtart som först beskrevs av Carl von Linné, och fick sitt nu gällande namn av Constantine Samuel Rafinesque. Oreoselis cervaria ingår i släktet Oreoselis och familjen flockblommiga växter. Inga underarter finns listade i Catalogue of Life.